# Исчезнувшие населённые пункты Ставропольского края
Исчезнувшие населённые пункты Ставропольского края — перечень прекративших существование населённых пунктов на территории современного Ставропольского края.
В силу разных причин они были покинуты жителями, или включены в состав других населённых пунктов.
| №   | Нормализованное название                                   | Род объекта и варианты названия | Адм.-терр. привязка       | координаты                       | дата снятия с учёта | комментарий |
| --- | ---------------------------------------------------------- | --- | ------------------------- | -------------------------------- | ------------------- | --- |
| 1   | 1-й Подгорный                                              | хутор Подгорный Подгорный №1 | Степновский район         | 44° 29' С.Ш. 44° 29' В.Д.        | 27.03.1967          | Ответ Степновского райисполкома от 27.03.1967 |
| 2   | 1-й Терновский                                             | хутор 1-й Терновский (Терновский 1-й) 1-й Терновый Первая Тарновая Терновский 1-й Терновый 1-й                                                  | Кочубеевский район        | 44° 43' С.Ш. 42° 35' В.Д.        | 31.12.1966          | Справочник административно-территориального деления Ставропольского края, 1966 |
| 3   | 2-й Подгорный                                              | хутор Подгорный Подгорный №2 | Степновский район         | 44° 29' С.Ш. 44° 29' В.Д.        | 27.03.1967          | Ответ Степновского райисполкома от 27.03.1967 |
| 4   | Авалов                                                     | хутор Авалова Авалово | Курский район             | 43° 52' С.Ш. 44° 49' В.Д.        | 21.09.1964          | Указ Президиума Верховного Совета РСФСР от 21.09.1964 |
| 5   | Авангард                                                   | хутор | Георгиевский район        | 43° 59' С.Ш. 43° 46' В.Д.        | 11.06.1969          | Решение Ставропольского крайсовета от 11.06.1969 |
| 6   | Александровский                                            | хутор | Петровский район          | 45° 29' С.Ш. 42° 31' В.Д.        | 31.12.1966          | Справочник административно-территориального деления Ставропольского края,1966 |
| 7   | Александровский 1-й                                        | хутор | Минераловодский район     | 44° 29' С.Ш. 42° 55' В.Д.        | 09.02.1972          | Указ Президиума Верховного Совета РСФСР от 09.02.1972 |
| 8   | Александровский 2-й                                        | хутор | Минераловодский район     | 44° 29' С.Ш. 42° 55' В.Д.        | 09.02.1972          | Указ Президиума Верховного Совета РСФСР от 09.02.1972 |
| 9   | Амур-Курган                                                | населённый пункт | Нефтекумский район        | 44° 36' С.Ш. 45° 19' В.Д.        | 31.12.1975          | Справочник административно-территориального деления Ставропольского края,1975 |
| 10  | Андреевский                                                | хутор | Степновский район         | 44° 13' С.Ш. 44° 29' В.Д.        | 06.10.1997          | Решение Ставропольского краевого совета №637 от 06.10.1997 |
| 11  | Андреевский                                                | хутор Спартак | Кочубеевский район        | 44° 32' С.Ш. 41° 50' В.Д.        | 06.06.1969          | Решение Ставропольского крайсовета от 06.06.1969 |
| 12  | Арарат                                                     | хутор Араратский | Степновский район         | 44° 10' С.Ш. 44° 40' В.Д.        | 28.03.1973          | Решение Ставропольского краевого совета №248 от 28.03.1973 |
| 13  | Ардагон                                                    | хутор | Курский район             | 43° 59' С.Ш. 44° 14' В.Д.        | 21.09.1964          | Указ Президиума Верховного Совета РСФСР от 21.09.1964 |
| 14  | Аристов                                                    | населённый пункт | Левокумский район         | 45° 01' С.Ш. 44° 44' В.Д.        | 31.12.1966          | Справочник административно-территориального деления Ставропольского края,1966 |
| 15  | Балтфлот                                                   | хутор | Кочубеевский район        | 44° 51' С.Ш. 41° 56' В.Д.        | 11.06.1969          | Решение Ставропольского крайсовета от 11.06.1969 |
| 16  | Балуевский                                                 | хутор | Кочубеевский район        | 44° 38' С.Ш. 41° 40' В.Д.        | 06.06.1969          | Решение Ставропольского крайсовета от 06.06.1969 |
| 17  | Барсуковское лесничество                                   | посёлок | Кочубеевский район        | 44° 43' С.Ш. 41° 50' В.Д.        | 20.06.1968          | Решение Ставропольского крайсовета №542 от 20.06.1968 |
| 18  | Безводный                                                  | населённый пункт | Андроповский район        | 44° 33' С.Ш. 42° 13' В.Д.        | 30.01.1964          | Ответ Кочубеевского райисполкома от 30.01.1964 |
| 19  | Безорукин                                                  | хутор | Курский район             | 43° 49' С.Ш. 44° 55' В.Д.        | 31.12.1999          | Дежурная карта К-38-6.1999 |
| 20  | Белоусовка                                                 | населённый пункт Белоусовский | Советский район           | 44° 14' С.Ш. 43° 41' В.Д.        | 13.05.1964          | Решение Ставропольского краевого совета №354 от 13.05.1964 |
| 21  | Берестовый                                                 | хутор Хутор рыбхоза | Петровский район          | 45° 29' С.Ш. 42° 32' В.Д.        | 30.03.1983          | Решение Ставропольского краевого совета №209 от 30.03.1983 |
| 22  | Беседин                                                    | хутор Скалозубов | Изобильненский район      | 45° 27' С.Ш. 42° 02' В.Д.        | 13.05.1964          | Решение Ставропольского краевого совета №354 от 13.05.1964 |
| 23  | Бессарабский                                               | хутор | Курский район             | 44° 02' С.Ш. 44° 46' В.Д.        | 21.09.1964          | Указ Президиума Верховного Совета РСФСР от 21.09.1964 |
| 24  | Бештаунит                                                  | посёлок | Минераловодский район     | 44° 12' С.Ш. 43° 07' В.Д.        | 31.12.1966          | Справочник административно-территориального деления Ставропольского края,1966 |
| 25  | Бирюлькин                                                  | населённый пункт | Курский район             | 44° 11' С.Ш. 45° 10' В.Д.        | 31.12.1966          | Справочник административно-территориального деления Ставропольского края,1966 |
| 26  | Благовещенский                                             | хутор | Петровский район          | 45° 21' С.Ш. 42° 31' В.Д.        | 03.01.1964          | Ответ Шпаковского райисполкома от 03.01.1964 |
| 27  | Богачевский                                                | хутор | Труновский район          | 45° 36' С.Ш. 41° 50' В.Д.        | 05.01.1972          | Решение Ставропольского краевого совета №3 от 05.01.1972 |
| 28  | Большая Кугульта                                           | хутор | Изобильненский район      | 45° 45' С.Ш. 42° 02' В.Д.        | 06.07.1970          | Решение Ставропольского краевого совета №490-г от 06.07.1970 |
| 29  | Большевик                                                  | хутор | Курский район             | 44° 00' С.Ш. 44° 43' В.Д.        | 07.07.1964          | Решение Ставропольского крайсовета №462 от07.07.1964 |
| 30  | Большевик                                                  | хутор | Арзгирский район          | 45° 15' С.Ш. 43° 59' В.Д.        | 31.12.1966          | Справочник административно-территориального деления Ставропольского края,1966 |
| 31  | Большевик                                                  | населённый пункт | Курский район             | 43° 59' С.Ш. 44° 42' В.Д.        | 31.12.1966          | Справочник административно-территориального деления Ставропольского края,1966 |
| 32  | Бондаренко                                                 | хутор | Шпаковский район          | 44° 57' С.Ш. 42° 22' В.Д.        | 31.12.1966          | Справочник административно-территориального деления Ставропольского края,1966 |
| 33  | Братский                                                   | хутор | Советский район           | 44° 07' С.Ш. 44° 16' В.Д.        | 05.01.1972          | Решение Ставропольского краевого совета №15 от 05.01.1972 |
| 34  | Брянск                                                     | населённый пункт Брянский | Апанасенковский район     | 45° 35' С.Ш. 43° 20' В.Д.        | 31.12.1966          | Справочник административно-территориального деления Ставропольского края,1966 |
| 35  | Брянский                                                   | посёлок | Александровский район     | 44° 56' С.Ш. 42° 51' В.Д.        | 30.12.1963          | Ответ Александровского райисполкома от 30.12.1963 |
| 36  | Великокняжеское                                            | село Великокняжевское Кочубеевское (Великокняжеское)                                                                                            | Кочубеевский район        | 44° 37' С.Ш. 41° 47' В.Д.        | 14.03.1961          | Решение Ставропольского крайсовета №147 от 14.03.1961 |
| 37  | Верный                                                     | хутор | Минераловодский район     | 44° 27' С.Ш. 43° 08' В.Д.        | 30.04.1983          | Решение Ставропольского краевого совета №209 от 30.04.1983 |
| 38  | Верхнебалковский                                           | посёлок Отделение №3 | Минераловодский район     | 44° 18' С.Ш. 42° 44' В.Д.        | 18.05.1998          | Решение Ставропольского краевого совета №335 от 18.05.1998 |
| 39  | Верхнеколонский                                            | хутор Верхне-Колонский Верхний Колонский Верхняя колонка                                                                                        | Андроповский район        | 44° 40' С.Ш. 42° 21' В.Д.        | 30.03.1983          | Решение Ставропольского краевого совета №209 от 30.03.1983 |
| 40  | Верхний                                                    | хутор | Александровский район     | 44° 34' С.Ш. 42° 57' В.Д.        | 31.03.1983          | Решение Ставропольского крайисполкома №209 от 31.03.1983 |
| 41  | Верхний                                                    | хутор | Ипатовский район          | 45° 38' С.Ш. 42° 35' В.Д.        | 07.07.1964          | Указ Президиума Верховного Совета РСФСР от 07.07.1964 |
| 42  | Верхняя Джалга                                             | хутор Верхне-Джалган Верхнеджалгинский Верхний Джалгинский                                                                                      | Кочубеевский район        | 44° 42' С.Ш. 42° 21' В.Д.        | 31.12.1966          | Справочник административно-территориального деления Ставропольского края,1966 |
| 43  | Верхняя Этока                                              | село Верне-Этокский Верхний Этокский Этокский Этоцка                                                                                            | Предгорный район          | 43° 55' С.Ш. 43° 03' В.Д.        | 06.06.1966          | Решение Ставропольского крайсовета от 06.06.1966 |
| 44  | Весёлая Роща                                               | хутор | Новоселицкий район        | 44° 49' С.Ш. 43° 13' В.Д.        | 12.03.1986          | Решение Ставропольского крайсовета №138 от 12.03.1986 |
| 45  | Весёлый                                                    | хутор | Кочубеевский район        | 44° 44' С.Ш. 41° 38' В.Д.        | 06.06.1969          | Решение Ставропольского краевого совета от 6.06.1969 г.- с.Заветное и х.Веселый, как фактически слившиеся между собой, объединить в один населенный пункт - с.Заветное                                                                                       |
| 46  | Веселый                                                    | хутор | Ипатовский район          | 46° 02' С.Ш. 42° 37' В.Д.        | 07.07.1964          | Решение Ставропольского краевого совета от 07.07.1964 |
| 47  | Весёлый                                                    | хутор | Александровский район     | 44° 34' С.Ш. 43° 23' В.Д.        | 11.06.1973          | Решение Ставропольского краевого совета №480 от 11.06.1973 |
| 48  | Весёлый                                                    | хутор | Минераловодский район     | 44° 30' С.Ш. 42° 55' В.Д.        | 27.03.1972          | Решение Ставропольского краевого совета №304 от 27.03.1972 |
| 49  | Весёлый                                                    | хутор | Изобильненский район      | 45° 27' С.Ш. 41° 31' В.Д.        | 05.01.1972          | Решение Ставропольского краевого совета №3 от 05.01.1972 |
| 50  | Весёлый                                                    | хутор | Кочубеевский район        | 44° 30' С.Ш. 41° 48' В.Д.        | 06.06.1969          | Решение Ставропольского крайсовета от 06.06.1969 |
| 51  | Весёлый                                                    | хутор | Советский район           | 44° 20' С.Ш. 43° 52' В.Д.        | 13.05.1964          | Решение Ставропольского крайсовета №354 от 13.05.1964 |
| 52  | Виноградная                                                | посёлок при железнодорожной станции | Георгиевский район        | 44° 13' С.Ш. 43° 22' В.Д.        | 11.06.1969          | Решение Ставропольского крайсовета №510 от 11.06.1969 |
| 53  | Виноградный                                                | хутор | Минераловодский район     | 44° 21' С.Ш. 42° 37' В.Д.        | 27.07.1970          | Решение Ставропольского краевого совета №542 от 27.07.1970 |
| 54  | Виноградный                                                | населённый пункт | Андроповский район        | 44° 31' С.Ш. 42° 37' В.Д.        | 31.12.1975          | Справочник административно-территориального деления Ставропольского края,1975 |
| 55  | Виноградный                                                | хутор | Курский район             |                                  | 26.05.2023          | Постановление Правительства Ставропольского края от 26.05.2023 № 328-п |
| 56  | Вишнёвый                                                   | хутор | Андроповский район        | 44° 32' С.Ш. 42° 33' В.Д.        | 11.07.1973          | Решение Ставропольского крайсовета №480 от 11.07.1973 |
| 57  | Владимировский                                             | населённый пункт | Андроповский район        | 44° 45' С.Ш. 42° 26' В.Д.        | 31.12.1966          | Справочник административно-территориального деления Ставропольского края,1966 |
| 58  | Водопадское                                                | село Водопадский Водопад Водопадное Водопадский                                                                                                 | Предгорный район          | 43° 58' С.Ш. 43° 01' В.Д.        | 06.06.1969          | Решение Ставропольского краевого совета №491 от 06.06.1969 |
| 59  | Воздвиженский                                              | хутор | Советский район           | 44° 23' С.Ш. 44° 09' В.Д.        | 25.11.1970          | Решение Ставропольского крайсовета №887 от 25.11.1970 |
| 60  | Вознесеновский                                             | хутор Вознесенский | Советский район           | 44° 22' С.Ш. 44° 06' В.Д.        | 31.12.1966          | Решение Ставропольского крайсовета №1107 от 31.12.1966 |
| 61  | Вольный                                                    | хутор | Ипатовский район          | 45° 50' С.Ш. 42° 02' В.Д.        | 26.10.1977          | Решение Ставропольского крайсовета №932 от 26.10.1977 |
| 62  | Вольный                                                    | хутор Вольный (Весёлый) | Красногвардейский район   | 45° 54' С.Ш. 41° 41' В.Д.        | 06.06.1969          | Решение Ставропольского краевого совета №491 от 06.06.1969 |
| 63  | Вольный                                                    | хутор | Красногвардейский район   | 46° 01' С.Ш. 42° 15' В.Д.        | 06.06.1969          | Решение Ставропольского краевого совета от 06.06.1969 |
| 64  | Вольный                                                    | хутор | Красногвардейский район   | 45° 58' С.Ш. 41° 51' В.Д.        | 06.06.1969          | Решение Ставропольского крайсовета от 06.06.1969 |
| 65  | Вольный                                                    | населённый пункт | Апанасенковский район     | 46° 05' С.Ш. 42° 48' В.Д.        | 31.12.1961          | Дежурная карта L-38-62.1961 |
| 66  | Вольный Крестьянин                                         | хутор | Ипатовский район          | 45° 50' С.Ш. 42° 01' В.Д.        | 30.03.1983          | Решение Ставропольского крайсовета № 209 от 30.03.1983 |
| 67  | Воробьевский                                               | хутор | Ипатовский район          | 45° 42' С.Ш. 42° 26' В.Д.        | 30.03.1983          | Решение Ставропольского краевого совета №209 от 30.03.1983 |
| 68  | Восход                                                     | посёлок Посёлок отделения №4 совхоза Ставропольский                                                                                             | Благодарненский район     | 44° 55' С.Ш. 43° 39' В.Д.        | 30.03.1983          | Решение Ставропольского крайсовета №209 от 30.03.1983 |
| 69  | Вревский                                                   | хутор | Кочубеевский район        | 44° 42' С.Ш. 41° 32' В.Д.        | 06.06.1969          | Решение Ставропольского краевого совета №491 от 06.06.1969 |
| 70  | Галюгаевский                                               | посёлок при железнодорожном разъезде | Курский район             | 43° 45' С.Ш. 45° 00' В.Д.        | 06.07.1970          | Решение Ставропольского крайсовета №490 от 06.07.1970 |
| 71  | Гашун                                                      | населённый пункт | Ипатовский район          | 46° 04' С.Ш. 42° 38' В.Д.        | 31.12.1961          | Дежурная карта L-38-62.1961 |
| 72  | Гинеевский                                                 | хутор Гиниевский Гиннеевский | Предгорный район          | 44° 09' С.Ш. 42° 25' В.Д.        | 30.03.1983          | Решение Ставропольского крайсовета №209 от 30.03.1983 |
| 73  | Гиннеевский                                                | хутор | Предгорный район          | 44° 10' С.Ш. 42° 25' В.Д.        | 30.03.1983          | Решение Ставропольского крайисполкома №209 от 30.03.1983 |
| 74  | Головинов                                                  | хутор | Изобильненский район      | 45° 14' С.Ш. 41° 42' В.Д.        | 05.01.1972          | Решение Ставропольского краевого совета №3 |
| 75  | Голяковский                                                | хутор | Изобильненский район      | 44° 30' С.Ш. 42° 13' В.Д.        | 20.06.1968          | Решение Ставропольского крайсовета №542 от 20.06.1968 |
| 76  | Гончаров                                                   | хутор | Изобильненский район      | 45° 20' С.Ш. 41° 59' В.Д.        | 30.03.1983          | Решение Ставропольского крайисполкома №209 от 30.03.1983 |
| 77  | Горбачевский                                               | хутор Горбаческий | Труновский район          | 45° 44' С.Ш. 42° 10' В.Д.        | 12.03.1986          | Решение Ставропольского крайсовета №138 от 12.03.1986 |
| 78  | Горский                                                    | хутор | Новоалександровский район | 45° 38' С.Ш. 41° 15' В.Д.        | 06.12.1971          | Решение Ставропольского краевого совета №978 от 06.12.1971 |
| 79  | Горько-Балковский                                          | хутор Горько-Балковские | Андроповский район        | 44° 53' С.Ш. 42° 27' В.Д.        | 31.12.1966          | Справочник административно-территориального деления Ставропольского края,1966 |
| 80  | Гражданское I                                              | село Гражданский 1-й Гражданское 1-е Первая гражданка                                                                                           | Минераловодский район     | 44° 14' С.Ш. 42° 48' В.Д.        | 06.06.1969          | Решение Ставропольского крайводхоза №491 |
| 81  | Гражданское II                                             | село Гражданский 2-й Гражданское 2-е | Минераловодский район     | 44° 13' С.Ш. 42° 46' В.Д.        | 06.06.1969          | Решение Ставропольского крайсовета №491 |
| 82  | Григорьевский                                              | населённый пункт | Левокумский район         | 44° 49' С.Ш. 44° 22' В.Д.        | 31.12.1966          | Справочник административно-территориального деления Ставропольского края,1966 |
| 83  | Грозный                                                    | хутор | Новоселицкий район        | 44° 50' С.Ш. 43° 14' В.Д.        | 14.06.1972          | Решение Ставропольского краевого совета от 14.06.1972 |
| 84  | Громкий                                                    | населённый пункт | Советский район           | 44° 17' С.Ш. 44° 00' В.Д.        | 31.12.1966          | Справочник административно-территориального деления Ставропольского края,1966 |
| 85  | Губжоков                                                   | хутор Губжаковский Губжокова Губжоковский | Курский район             | 43° 49' С.Ш. 44° 32' В.Д.        | 21.09.1964          | Решение Ставропольского крайсовета от 21.09.1964 |
| 86  | Гуляй Поле                                                 | хутор Гуляй - Поле | Кочубеевский район        | 44° 43' С.Ш. 42° 15' В.Д.        | 30.03.1983          | Решение Ставропольского краевого совета №209 от 30.03.1983 |
| 87  | Далёкое                                                    | хутор Далёкое Далекий Нейдорф | Советский район           | 44° 19' С.Ш. 44° 21' В.Д.        | 27.03.1967          | Ответ Советского райисполкома от 27.03.1967 |
| 88  | Дальнегорьковские                                          | хутор Дальнегорьковский | Шпаковский район          | 44° 55' С.Ш. 42° 21' В.Д.        | 31.12.1966          | Справочник административно-территориального деления Ставропольского края,1966 |
| 89  | Дальний                                                    | посёлок Первое отделение свх Горьковский | Новоалександровский район | 45° 43' С.Ш. 41° 17' В.Д.        | 24.05.1978          | Решение Ставропольского крайсовета №425 от 24.05.1978 |
| 90  | Дебри                                                      | посёлок при железнодорожном разъезде | Георгиевский район        | 44° 14' С.Ш. 43° 16' В.Д.        | 25.11.1971          | Решение Ставропольского крайсовета №944 от 25.11.1971 |
| 91  | Дементьев                                                  | хутор Дементьевский Деменьевский Деменьтьевский                                                                                                 | Курский район             | 43° 49' С.Ш. 44° 26' В.Д.        | 21.09.1964          | Указ Президиума Верховного Совета РСФСР от 21.09.1964 |
| 92  | Демина                                                     | населённый пункт | Новоселицкий район        | 44° 35' С.Ш. 43° 36' В.Д.        | 31.12.1966          | Справочник административно-территориального деления Ставропольского края,1966 |
| 93  | Джалгинский                                                | хутор | Андроповский район        | 44° 44' С.Ш. 42° 21' В.Д.        | 30.03.1983          | Решение Ставропольского крайсовета №209 от 30.03.1983 |
| 94  | Дмитриевский                                               | населённый пункт | Петровский район          | 45° 31' С.Ш. 42° 41' В.Д.        | 31.12.1966          | Справочник административно-территориального деления Ставропольского края,1966 |
| 95  | Добровольный                                               | хутор | Андроповский район        | 44° 30' С.Ш. 42° 26' В.Д.        | 31.12.1966          | Справочник административно-территориального деления Ставропольского края,1966 |
| 96  | Довсунское                                                 | село Довсун | Буденновский район        | 44° 57' С.Ш. 43° 57' В.Д.        | 31.12.1966          | Справочник административно-территориального деления Ставропольского края,1966. В настоящее время на его месте находится посёлок Прогресс |
| 97  | Долбнев                                                    | хутор | Изобильненский район      | 45° 22' С.Ш. 41° 22' В.Д.        | 05.01.1972          | Решение Ставропольского краевого совета №3 от 05.01.1972 |
| 98  | Долиновка                                                  | хутор | Новоселицкий район        | 44° 37' С.Ш. 43° 21' В.Д.        | 06.06.1969          | Решение Ставропольского крайсовета №491 от 06.06.1969 |
| 99  | Дубовский                                                  | хутор | Ипатовский район          | 45° 33' С.Ш. 42° 50' В.Д.        | 12.08.1970          | Решение Ставропольского краевого совета от 12.08.1970 |
| 100 | Дубовый                                                    | хутор | Александровский район     | 44° 44' С.Ш. 42° 51' В.Д.        | 09.02.1972          | Указ Президиума Верховного Совета РСФСР от 09.02.1972 |
| 101 | Евдокимовский                                              | посёлок | Город Минеральные Воды    | 44° 13' С.Ш. 43° 12' В.Д.        | 01.06.1963          | Решение Ставропольского крайсовета №248 от 01.06.1963 |
| 102 | Еремизев                                                   | хутор | Ипатовский район          | 45° 47' С.Ш. 43° 09' В.Д.        | 12.03.1986          | Решение Ставропольского краевого совета №138 от 12.03.1986 |
| 103 | Ерик                                                       | хутор | Изобильненский район      | 45° 30' С.Ш. 41° 48' В.Д.        | 30.03.1983          | Решение Ставропольского краевого совета №209 от 30.03.1983 |
| 104 | Ерохинский                                                 | хутор Ерохин | Ипатовский район          | 45° 42' С.Ш. 42° 23' В.Д.        | 12.09.1967          | Ответ Ипатовского райисполкома от 12.09.1967 |
| 105 | Еськов                                                     | хутор | Труновский район          | 45° 23' С.Ш. 42° 05' В.Д.        | 26.10.1977          | Решение Ставропольского краевого совета №932 от 26.10.1977 |
| 106 | Ефимовский                                                 | хутор | Степновский район         | 44° 27' С.Ш. 44° 20' В.Д.        | 31.12.1966          | Справочник административно-территориального деления Ставропольского края,1966 |
| 107 | Жаденов                                                    | хутор | Советский район           | 44° 17' С.Ш. 43° 47' В.Д.        | 24.08.1977          | Решение Ставропольского крайсовета №742 от 24.08.1977 |
| 108 | Жуки                                                       | хутор | Левокумский район         | 44° 48' С.Ш. 44° 30' В.Д.        | 06.07.1977          | Решение Ставропольского крайсовета №563 от 06.07.1977 |
| 109 | Журавка                                                    | хутор | Благодарненский район     | 44° 51' С.Ш. 43° 19' В.Д.        | 26.12.1985          | Решение Ставропольского крайводхоза №643 от 26.12.1985 |
| 110 | Заречный                                                   | населённый пункт | Предгорный район          | 43° 58' С.Ш 42° 57' В.Д.         | 31.12.1966          | Справочник административно-территориального деления Ставропольского края, 1966. Сейчас улица Заречная в селе Юца, Предгорный муниципальный округ |
| 111 | Заруднев                                                   | хутор | Изобильненский район      | 45° 24' С.Ш. 41° 52' В.Д.        | 13.05.1964          | Решение Ставропольского крайсовета №354 от 13.05.1964 |
| 112 | Заря                                                       | хутор | Новоселицкий район        | 44° 42' С.Ш. 43° 48' В.Д.        | 12.03.1986          | Решение Ставропольского краевого совета №138 от 12.03.1986 |
| 113 | Заря Свободы                                               | хутор | Кочубеевский район        | 44° 41' С.Ш. 41° 33' В.Д.        | 06.06.1989          | Решение Ставропольского крайсовета от 06.06.1989 |
| 114 | Звезда                                                     | посёлок Посёлок четвертой фермы свх. Большевистская Искра                                                                                       | Буденновский район        | 44° 54' С.Ш. 43° 47' В.Д.        | 12.01.1977          | Решение Ставропольского краевого совета №28 от 12.01.1977 |
| 115 | Звенигородский                                             | хутор | Благодарненский район     | 44° 59' С.Ш. 45° 53' В.Д.        | 28.03.1973          | Решение Ставропольского краевого совета от 28.03.1973 |
| 116 | Зелёная Роща                                               | колония Весёлый Карисфельд Карифельд Корсфельд                                                                                                  | Степновский район         | 44° 18' С.Ш. 44° 27' В.Д.        | 10.08.1949          | Указ Президиума Верховного Совета РСФСР,1949 |
| 117 | Золка                                                      | хутор Зольский | Советский район           | 44° 17' С.Ш. 43° 51' В.Д.        | 13.05.1964          | Решение Ставропольского краевого совета №354 от 13.05.64 - исключить из учетных данных |
| 118 | Золотарев                                                  | хутор Золотарева | Советский район           | 43° 59' С.Ш. 44° 18' В.Д.        | 31.12.1966          | Справочник административно-территориального деления Ставропольского края,1966 |
| 119 | Зольская                                                   | посёлок при железнодорожной станции | Кировский район           | 43° 54' С.Ш. 43° 18' В.Д.        | 02.06.1969          | Решение Ставропольского краевого совета от 11.04.1969 г.- «В связи с переселением жителей в другие нас. п. исключить с учетных данных, как фактически не существующий»                                                                                       |
| 120 | Зорька                                                     | хутор | Андроповский район        | 44° 37' С.Ш. 42° 30' В.Д.        | 11.07.1973          | Решение Ставропольского краевого совета №480 от 11.07.1973 |
| 121 | Ивановка                                                   | хутор | Кировский район           | 44° 07' С.Ш. 43° 49' В.Д.        | 25.11.1971          | Решение Ставропольского краевого совета №944 от 25.11.1971 |
| 122 | Иващенский                                                 | хутор | Ипатовский район          | 45° 38' С.Ш. 42° 35' В.Д.        | 07.07.1964          | Указ Президиума Верховного Совета РСФСР от 07.07.1964 |
| 123 | Игнатьевский                                               | хутор | Кочубеевский район        | 44° 42' С.Ш. 41° 38' В.Д.        | 30.03.1983          | Решение Ставропольского краевого совета №209 от 30.03.1983 |
| 124 | Ильинов                                                    | хутор | Изобильненский район      | 45° 13' С.Ш 41° 42' В.Д.         | 05.01.1972          | Решение Ставропольского краевого совета №3 |
| 125 | Ильинский                                                  | хутор | Труновский район          | 45° 36' С.Ш. 41° 50' В.Д.        | 12.03.1986          | Решение Ставропольского краевого совета №138 от 12.03.1986 |
| 126 | Ильяс-Кишлау                                               | аул Ильяс Кишлау Ильяс-Кашласу Ильяс-Кишлау Иляс                                                                                                | Нефтекумский район        | 44° 46' С.Ш. 45° 02' В.Д.        | 31.12.1966          | Дежурная карта L-38-115, 1966 |
| 127 | Иногородний                                                | населённый пункт | Ипатовский район          | 45° 43' С.Ш. 42° 20' В.Д.        | 31.12.1966          | Справочник административно-территориального деления Ставропольского края,1966 |
| 128 | Ипатовский                                                 | населённый пункт | Ипатовский район          | 45° 57' С.Ш. 42° 28' В.Д.        | 31.12.1963          | Дежурная карта L-38-73.1963 |
| 129 | Ипполитовский                                              | хутор | Петровский район          | 45° 07' С.Ш. 42° 50' В.Д.        | 30.03.1983          | Решение Ставропольского крайсовета №209 от 30.03.1983 |
| 130 | Испиров                                                    | хутор | Курский район             | 43° 50' С.Ш. 44° 50' В.Д.        | 31.12.1966          | Справочник административно-территориального деления Ставропольского края,1966 |
| 131 | Кавказский                                                 | хутор | Александровский район     | 44° 36' С.Ш. 43° 02' В.Д.        | 08.04.1981          | Решение Ставропольского краевого совета №249 от 08.04.1981 |
| 132 | Казинский                                                  | хутор | Кочубеевский район        | 44° 43' С.Ш. 42° 12' В.Д.        | 11.06.1969          | Решение Ставропольского крайсовета №510 от 11.06.1969 |
| 133 | Калантай                                                   | хутор | Грачевский район          | 44° 59' С.Ш. 42° 47' В.Д.        | 08.07.1974          | Решение Ставропольского крайсовета №507 от 08.07.1974 |
| 134 | Каменка                                                    | хутор | Арзгирский район          | 45° 21' С.Ш. 43° 58' В.Д.        | 18.07.1957          | Ответ Арзгирского райисполкома от 18.07.1957 |
| 135 | Каменнобродский                                            | населённый пункт Каменно-Бродская Каменнобродская Каменобродские Каменобродский зверосовхоз отделение 1; Каменобродский зверосовхоз отделение 2 | Изобильненский район      | 45° 16' С.Ш. 41° 29' В.Д.        | 31.12.1966          | Справочник административно-территориального деления Ставропольского края,1966 |
| 136 | Каменоломни                                                | населённый пункт | Город Пятигорск           | 44° 03' С.Ш. 43° 09' В.Д.        | 31.12.1966          | Справочник административно-территориального деления Ставропольского края,1966 |
| 137 | Каменский                                                  | хутор | Кочубеевский район        | 44° 40' С.Ш. 43° 31' В.Д.        | 11.06.1969          | Решение Ставропольского крайсовета от 11.06.1969 |
| 138 | Камыш-Бурун                                                | посёлок городского типа Камыш Бурун Казанское (Камыш-Бурун)                                                                                     | Нефтекумский район        | 44° 46' С.Ш. 44° 59' В.Д.        | 04.01.1963          | Решение Ставропольского краевого совета № 3 от 04.01.1963 г.- «Объединить рабочие поселки Камыш-Бурун и Нефтекумск Камыш-Бурунского поселкового совета Нефтекумского промышленного района в один рабочий поселок городского типа с наименованием Нефтекумск» |
| 139 | Карамык                                                    | хутор | Минераловодский район     | 44° 28' С.Ш 42° 46' В.Д.         | 21.02.1976          | Решение Ставропольского краевого совета № 151 |
| 140 | Карамык                                                    | хутор | Андроповский район        | 44° 29' С.Ш. 42° 46' В.Д.        | 26.10.1977          | Решение Ставропольского крайсовета № 932 от 26.10.1977 |
| 141 | Карловка                                                   | хутор | Кочубеевский район        | 44° 31' С.Ш. 41° 46' В.Д.        | 11.06.1969          | Решение Ставропольского крайсовета от 11.06.1969 |
| 142 | Карлсфельд                                                 | населённый пункт Карлфельд | Степновский район         | 44° 17' С.Ш. 44° 26' В.Д.        | 31.12.1966          | Справочник административно-территориального деления Ставропольского края,1966. |
| 143 | Киевское                                                   | село Киевка | Кочубеевский район        | 44° 39' С.Ш. 42° 13' В.Д.        | 31.12.1966          | Справочник административно-территориального деления Ставропольского края,1966 |
| 144 | Кизлярский                                                 | посёлок Четвёртое отд. свх. Терский ферма № 4                                                                                                   | Буденновский район        | 44° 38' С.Ш. 44° 34' В.Д.        | 18.05.1998          | Решение Государственной Думы Ставропольского края № 335 от 18.05.1998 |
| 145 | Кировский                                                  | хутор | Красногвардейский район   | 45° 41' С.Ш. 41° 44' В.Д.        | 31.12.1970          | Решение Ставропольского краевого совета № 490 от 31.12.1970 |
| 146 | Кирпичный                                                  | посёлок | Предгорный район          | 44° 30' С.Ш. 42° 50' В.Д.        | 11.01.1995          | Постановление главы администрации Ставропольского края № 7 от 11.01.1995 |
| 147 | Кисловодская                                               | станица Кисловодская (Минутка) | Город Кисловодск          | 43° 56' С.Ш. 42° 15' В.Д.        | 29.05.1958          | Указ Президиума Верховного Совета РСФСР от 29.05.1958 |
| 148 | Ключевой                                                   | посёлок Второе отд. откормсовхоза Красногвардейский                                                                                             | Красногвардейский район   | 45° 37' С.Ш. 41° 43' В.Д.        | 26.10.1977          | Решение Ставропольского крайсовета № 932 от 26.10.1977 |
| 149 | Кондратенко                                                | посёлок Первое отделение совхоза "Балтрабочий"                                                                                                  | Курский район             | 43° 48' С.Ш. 44° 30' В.Д.        | 12.03.1986          | Решение Ставропольского крайсовета № 138 от 12.03.1986 |
| 150 | Конезавод №172                                             | населённый пункт Конзавод № 172 Цимлянский Цимлянский (центральная усадьба совхоза № 10)                                                        | Шпаковский район          | 44° 53' С.Ш. 42° 07' В.Д.        | 31.12.1966          | Справочник административно-территориального деления Ставропольского края,1966 |
| 151 | Конный                                                     | хутор | Андроповский район        | 44° 49' С.Ш. 42° 53' В.Д.        | 11.07.1973          | Решение Ставропольского крайсовета № 480 от 11.07.1973 |
| 152 | Константиновка                                             | хутор Константиновка (Сухой Карамык) Сухой Карамык Сухой Карамык(Константиновка)                                                                | Георгиевский район        | 44° 16' С.Ш. 43° 28' В.Д.        | 07.07.1964          | Указ ПВС РСФСР от 07.07.1964 |
| 153 | Копани                                                     | хутор | Благодарненский район     | 45° 11' С.Ш. 43° 09' В.Д.        | 30.03.1983          | Решение Ставропольского краевого совета № 209 от 30.03.1983 |
| 154 | Красенский                                                 | хутор Красненский | Петровский район          | 45° 05' С.Ш. 42° 49' В.Д.        | 31.12.1971          | Решение Ставропольского краевого совета № 845 от31.12.1971 |
| 155 | Красногорский                                              | хутор | Труновский район          | 45° 34' С.Ш. 42° 04' В.Д.        | 31.12.1971          | Решение Ставропольского Крайсовета № 944 от 31.12.1971 |
| 156 | Красное Знамя                                              | хутор | Александровский район     | 44° 43' С.Ш. 42° 52' В.Д.        | 30.03.1983          | Решение Ставропольского крайсовета № 209 от 30.03.1983 |
| 157 | Красный                                                    | посёлок | Туркменский район         | 45° 20' С.Ш. 43° 48' В.Д.        | 26.10.1977          | Решение Ставропольского краевого совета № 932 от 26.10.1977 |
| 158 | Красный Октябрь                                            | хутор | Красногвардейский район   | 45° 59' С.Ш. 41° 25' В.Д.        | 11.02.1987          | Решение Ставропольского краевого совета № 84 от 11.02.1987 |
| 159 | Красный Чабан                                              | хутор Красный чабан | Минераловодский район     | 44° 19' С.Ш. 43° 03' В.Д.        | 12.03.1986          | Решение Ставропольского краевого совета № 138 от 12.03.1986 |
| 160 | Крестьяновский                                             | хутор | Советский район           | 44° 16' С.Ш. 44° 14' В.Д.        | 13.05.1964          | Решение Ставропольского крайсовета № 354 от 13.05.1964 |
| 161 | Крестьянский                                               | хутор | Александровский район     | 44° 37' С.Ш. 42° 48' В.Д.        | 11.06.1973          | Решение Ставропольского краевого совета № 480 от 11.06.1973 |
| 162 | Крестьянский                                               | хутор | Новоалександровский район | 45° 31' С.Ш. 41° 05' В.Д.        | 30.03.1983          | Решение Ставропольского краевого совета № 209 от 30.03.1983 |
| 163 | Кривоносов                                                 | хутор | Курский район             | 43° 46' С.Ш. 45° 01' В.Д.        | 31.12.1966          | Справочник административно-территориального деления Ставропольского края,1966 |
| 164 | Крутинские                                                 | населённый пункт Крутинский | Петровский район          | 45° 03' С.Ш. 42° 49' В.Д.        | 31.12.1950          | Справочник административно-территориального деления РСФСР,1950 |
| 165 | Крученый                                                   | хутор | Александровский район     | 44° 32' С.Ш. 42° 59' В.Д.        | 11.06.1973          | Решение Ставропольского крайсовета № 480 от 11.06.1973 |
| 166 | Кубанский                                                  | хутор | Кочубеевский район        | 44° 27' С.Ш. 41° 56' В.Д.        | 06.12.1971          | Решение Ставропольского крайсовета № 978 от 06.12.1971 |
| 167 | Кузнецов                                                   | хутор | Советский район           | 44° 15' С.Ш. 43° 48' В.Д.        | 24.08.1977          | Решение Ставропольского краевого совета № 742 от 24.08.1977 |
| 168 | Кузнецов                                                   | хутор | Изобильненский район      | 45° 14' С.Ш. 41° 39' В.Д.        | 13.05.1964          | Решение Ставропольского крайсовета № 354 от 13.05.1964 |
| 169 | Лаварово                                                   | хутор | Минераловодский район     | 44° 18' С.Ш. 42° 57' В.Д.        | 25.06.1980          | Решение Ставропольского крайсовета № 546 от 25.06.1980 |
| 170 | Лениногорка                                                | хутор Ленгорка Ленгорка (Ленинский) Ленгорки Лениногорский                                                                                      | Минераловодский район     | 44° 18' С.Ш. 42° 56' В.Д.        | 25.06.1980          | Решение Ставропольского краевого совета № 546 от 25.06.1980 |
| 171 | Ленинский                                                  | посёлок | Буденновский район        | 44° 42' С.Ш. 44° 05' В.Д.        | 25.11.1971          | Решение Ставропольского крайсовета № 944 от 25.11.1971 |
| 172 | Ленинский                                                  | населённый пункт | Кочубеевский район        | 44° 40' С.Ш. 42° 08' В.Д.        | 31.12.1959          | Материалы переписи населения,1959 |
| 173 | Ленпосёлок                                                 | посёлок | Курский район             |                                  | 26.05.2023          | Постановление Правительства Ставропольского края от 26.05.2023 № 328-п |
| 174 | Лиман                                                      | хутор | Минераловодский район     | 44° 30' С.Ш. 42° 51' В.Д.        | 12.01.1977          | Решение Ставропольского краевого совета № 28 от 12.01.1977 |
| 175 | Лиман                                                      | хутор | Андроповский район        | 44° 24' С.Ш. 42° 32' В.Д.        | 02.07.1973          | Решение Ставропольского краевого совета № 480 от 02.07.1973 |
| 176 | Лиманский                                                  | хутор | Изобильненский район      | 45° 35' С.Ш. 41° 38' В.Д.        | 06.12.1971          | Решение Ставропольского крайсовета № 978 от 06.12.1971 |
| 177 | Литвиновский                                               | хутор | Петровский район          | 45° 30' С.Ш. 42° 20' В.Д.        | 30.03.1983          | Решение Ставропольского краевого совета № 209 от30.03.1983 |
| 178 | Ловлинский                                                 | хутор | Новоалександровский район | 45° 43' С.Ш. 41° 01' В.Д.        | 06.12.1971          | Решение Ставропольского краевого совета № 978 от 06.12.1971 |
| 179 | Лофицкий                                                   | хутор | Кочубеевский район        | 44° 45' С.Ш. 42° 10' В.Д.        | 27.09.1995          | Решение Ставропольского краевого совета № 596 от 27.09.1995 |
| 180 | Луговой                                                    | хутор | Шпаковский район          | 45° 06' С.Ш. 42° 21' В.Д.        | 06.07.1970          | Решение Ставропольского краевого совета № 490-г от 06.07.1970 |
| 181 | Лушников                                                   | населённый пункт Лушниковка Пушников | Петровский район          | 45° 14' С.Ш. 42° 52' В.Д.        | 31.12.1966          | Справочник административно-территориального деления Ставропольского края,1966 |
| 182 | Льва Толстого                                              | хутор | Кочубеевский район        | 44° 30' С.Ш. 41° 48' В.Д.        | 06.06.1969          | Решение Ставропольского крайсовета от 06.06.1969 |
| 183 | Львовский                                                  | хутор | Александровский район     | 44° 36' С.Ш. 42° 51' В.Д.        | 11.06.1973          | Решение Ставропольского краевого совета № 480 от 11.06.1973 |
| 184 | Магодынка                                                  | посёлок Посёлок фермы № 2 совхоза Большевик | Ипатовский район          | 45° 51' С.Ш. 42° 20' В.Д.        | 30.03.1983          | Решение Ставропольского Крайисполкома № 209 от 30.03.1983 |
| 185 | Маки                                                       | посёлок | Апанасенковский район     | 46° 00' С.Ш. 43° 13' В.Д.        | 31.12.1966          | Справочник административно-территориального деления Ставропольского края,1966 |
| 186 | Максимовский                                               | хутор Максимов | Советский район           | 44° 25' С.Ш. 44° 18' В.Д.        | 05.01.1972          | Решение Ставропольского крайсовета № 15 от 05.01.1972 |
| 187 | Максимокумское                                             | село Максимо-Кумское Максимокумка Максимокумск Максимокумский                                                                                   | Левокумский район         | 45° 07' С.Ш. 45° 02' В.Д.        | 01.04.1992          | Письмо Ставропольского крайисполкома № 08-112.552 от 01.04.1992 |
| 188 | Малая Кугульта                                             | село Малокугультинское | Грачевский район          | 45° 32' С.Ш. 42° 25' В.Д.        | 08.08.1998          | Решение Ставропольского краевого совета № 546 |
| 189 | Малая Кугульта                                             | хутор ???[уточнить] | Труновский район          | 45° 40' С.Ш. 42° 07' В.Д.        | 11.02.1987          | Решение Ставропольского краевого совета № 84 от 11.02.1987 |
| 190 | Малая Кугульта                                             | посёлок Малокугультинское | Грачевский район          | 45° 32' С.Ш. 42° 25' В.Д.        | 08.08.1998          | Решение Ставропольского краевого совета № 546 от 08.08.1998 |
| 191 | Малиновка                                                  | посёлок Малиновский | Минераловодский район     | 44° 10' С.Ш. 42° 55' В.Д.        | 31.12.1966          | Справочник административно-территориального деления Ставропольского края,1966 |
| 192 | Малые Буруны                                               | посёлок 5 ферма совхоза «Каясулинский» Посёлок фермы совхоза «Каясулинский»                                                                     | Нефтекумский район        | 44° 23' С.Ш. 45° 12' В.Д.        | 30.03.1983          | Решение Ставропольского краевого совета № 209 от 30.03.1983 |
| 193 | Малый                                                      | хутор | Петровский район          | 45° 07' С.Ш. 42° 51' В.Д.        | 23.03.1988          | Решение Ставропольского крайсовета № 132 от 23.03.1988 |
| 194 | Малый Гок                                                  | хутор | Красногвардейский район   | 45° 50' С.Ш. 41° 57' В.Д.        | 30.03.1983          | Решение Ставропольского крайсовета № 209 от 30.03.1983 |
| 195 | Мамаевка                                                   | село Мамаевский Мамаевское Манаевский | Буденновский район        | 45° 01' С.Ш. 44° 09' В.Д.        | 30.03.1983          | Решение Ставропольского краевого совета № 209 от 30.03.1983 |
| 196 | Манычстрой                                                 | населённый пункт | Левокумский район         | 44° 57' С.Ш. 45° 14' В.Д.        | 15.06.1957          | Ответ Левокумского райисполкома от 15.06.1957 |
| 197 | Марьевский                                                 | хутор | Труновский район          | 45° 32' С.Ш. 42° 05' В.Д.        | 31.12.1950          | Справочник административно-территориального деления РСФСР,1950 |
| 198 | Марьяновка                                                 | село Марьяновская | Степновский район         | 44° 31' С.Ш. 44° 32' В.Д.        | 30.03.1983          | Решение Ставропольского крайсовета №209 от 30.03.1983 |
| 199 | Менгиш-Кую                                                 | аул Менгиш-Куи Менгиш-куй Менгишкуй Менгишь-Кую                                                                                                 | Нефтекумский район        | 44° 21' С.Ш. 45° 05' В.Д.        | 23.09.1990          | Решение Ставропольского краевого совета №55 от 23.09.1990 |
| 200 | Менжинский                                                 | хутор Возрождение (Меньжинский) Менжинское Меньжинский                                                                                          | Курский район             | 43° 56' С.Ш. 44° 33' В.Д.        | 07.07.1964          | Указ Президиума Верховного Совета РСФСР от 07.07.1964 |
| 201 | Михайловский                                               | хутор | Александровский район     | 44° 45' С.Ш. 43° 07' В.Д.        | 30.03.1983          | Решение Ставропольского краевого совета №209 от 30.03.1983 |
| 202 | Михайловский                                               | хутор Михайловский - 1-й; Михайловский 2-й | Минераловодский район     | 44° 31' С.Ш. 42° 50' В.Д.        | 31.12.1971          | Решение Ставропольского краевого совета №845 от 31.12.1971 |
| 203 | Мокрый Карамык                                             | населённый пункт | Георгиевский район        | 44° 27' С.Ш. 43° 28' В.Д.        | 31.12.1966          | Справочник административно-территориального деления Ставропольского края,1966 |
| 204 | Молочный                                                   | хутор Молочная | Шпаковский район          | 45° 05' С.Ш. 41° 49' В.Д.        | 30.03.1983          | Решение Ставропольского краевого совета №209 от 30.03.1983 |
| 205 | Мусса-Мечеть                                               | населённый пункт Муса-Мечеть | Левокумский район         | 45° 00' С.Ш. 45° 29' В.Д.        | 31.12.1966          | Справочник административно-территориального деления Ставропольского края,1966 |
| 206 | Надежда                                                    | хутор | Степновский район         | 44° 08' С.Ш. 44° 37' В.Д.        | 24.05.1978          | Решение Ставропольского краевого совета №425 от 24.05.1978 |
| 207 | Нариман                                                    | хутор | Новоселицкий район        | 44° 34' С.Ш. 43° 25' В.Д.        | 26.10.1977          | Письмо Ставропольского краевого совета №932 от 26.10.1977 |
| 208 | Нижняя Этока                                               | село | Предгорный район          | 43° 55' С.Ш. 43° 03' В.Д.        | 31.12.1969          | Решение Ставропольского крайисполкома №491 от 31.12.1969 |
| 209 | Николаевка                                                 | хутор Николаевский | Петровский район          | 45° 31' С.Ш. 42° 34' В.Д.        | 31.12.1966          | Справочник административно-территориального деления Ставропольского края,1966 |
| 210 | Новая Деревня                                              | хутор | Александровский район     | 44° 36' С.Ш. 43° 05' В.Д.        | 11.07.1973          | Решение Ставропольского крайсовета №480 от 11.07.1973 |
| 211 | Новая Надежда                                              | хутор Вперед Вперед (Новая Надежда) Новая Надежда (Вперед)                                                                                      | Новоселицкий район        | 44° 36' С.Ш. 43° 29' В.Д.        | 12.03.1986          | Решение Ставропольского краевого совета №138 от 12.03.1986 |
| 212 | Ново-Хохлачев                                              | хутор Новый Хохлачев | Курский район             | 43° 52' С.Ш. 44° 46' В.Д.        | 21.09.1964          | Указ Президиума Верховного Совета РСФР от 21.09.1964 |
| 213 | Новогражданский                                            | хутор Ново-Граждановский Ново-Гражданский Новограждановка                                                                                       | Советский район           | 44° 15' С.Ш. 44° 25' В.Д.        | 30.03.1983          | Решение Ставропольского краевого совета №209 от 30.03.1983 |
| 214 | Новогригорьевское                                          | село Ново-Григорьевское Новое Григорьевское | Советский район           | 44° 24' С.Ш. 43° 52' В.Д.        | 14.10.1965          | Решение Ставропольского краевого совета №910 |
| 215 | Новое Першино                                              | населённый пункт | Предгорный район          | 44° 08' С.Ш. 42° 52' В.Д.        | 31.12.1966          | Справочник административно-территориального деления Ставропольского края,1966 |
| 216 | Новоканово                                                 | хутор Ново-Каново Новое Каново Новоканов | Советский район           | 44° 08' С.Ш. 44° 23' В.Д.        | 13.05.1964          | Решение Ставропольского краевого совета №354 от 13.05.1964 |
| 217 | Новокиевский                                               | хутор Ново-Киевский Новый Киевский | Степновский район         | 44° 12' С.Ш. 44° 27' В.Д.        | 06.10.1997          | Решение Государственной Думы Ставропольского края №637 от 06.10.1997 |
| 218 | Новокрасный                                                | хутор | Андроповский район        | 44° 37' С.Ш. 42° 14' В.Д.        | 06.06.1969          | Решение Ставропольского краевого совета №491 от 06.06.1969 |
| 219 | Новоленинский                                              | хутор | Новоалександровский район | 45° 31' С.Ш. 41° 08' В.Д.        | 30.03.1983          | Решение Ставропольского краевого совета №209 от 30.03.1983 |
| 220 | Новомарьинская                                             | населённый пункт Ново-Марьинская | Благодарненский район     | 44° 59' С.Ш. 43° 23' В.Д.        | 31.12.1966          | Справочник административно-территориального деления Ставропольского края,1966 |
| 221 | Новомирский                                                | хутор Новомирское Новый Мирский | Нефтекумский район        | 44° 32' С.Ш. 44° 36' В.Д.        | 25.11.1971          | Решение Ставропольского краевого совета №994 от 25.11.1971 |
| 222 | Новопавловский                                             | хутор Ново-Павловский Новый Павловский | Степновский район         | 44° 27' С.Ш. 44° 32' В.Д.        | 30.03.1983          | Решение Ставропольского краевого совета №209 от 30.03.1983 |
| 223 | Новорасшеватский                                           | хутор | Новоалександровский район | 45° 41' С.Ш. 41° 02' В.Д.        | 24.05.1978          | Решение Ставропольского краевого совета №425 от 24.05.1978 |
| 224 | Новосадовый                                                | хутор Ново-Садовый Новосадовый (Садовый) Садовый                                                                                                | Благодарненский район     | 45° 11' С.Ш. 43° 20' В.Д.        | 06.06.1969          | Решение Ставропольского краевого совета №510 от 06.06.1969 |
| 225 | Новостепновский                                            | хутор | Степновский район         | 44° 23' С.Ш. 44° 37' В.Д.        | 30.03.1983          | Решение Ставропольского крайсовета №209 от 30.03.1983 |
| 226 | Новотарский                                                | хутор Новая Тарская Ново-Тарск Ново-Тарская Ново-Тарский Ново-Тарское Новотарская                                                               | Минераловодский район     | 44° 21' С.Ш. 43° 03' В.Д.        | 06.10.1997          | Решение Государственной Думы Ставропольского края №637 от 06.10.1997 |
| 227 | Новый                                                      | хутор | Новоалександровский район | 45° 27' С.Ш. 41° 10' В.Д.        | 30.03.1983          | Решение Ставропольского крайсовета №209 от 30.03.1983 |
| 228 | Новый Израиль                                              | населённый пункт | Советский район           | 44° 13' С.Ш. 43° 55' В.Д.        | 31.12.1966          | Справочник административно-территориального деления Ставропольского края,1966 |
| 229 | Новый Маяк                                                 | посёлок Маяк | Александровский район     | 44° 43' С.Ш. 42° 53' В.Д.        | 30.03.1983          | Решение Ставропольского крайсовета №209 от 30.03.1983 |
| 230 | Новый Мост                                                 | населённый пункт | Левокумский район         | 44° 50' С.Ш. 44° 31' В.Д.        | 31.12.1966          | Справочник административно-территориального деления Ставропольского края,1966 |
| 231 | Новый Путь                                                 | хутор | Кочубеевский район        | 44° 41' С.Ш. 42° 39' В.Д.        | 20.06.1968          | Решение Ставропольского крайсовета №542 от 20.06.1968 |
| 232 | Нортон                                                     | населённый пункт | Степновский район         | 44° 09' С.Ш. 44° 49' В.Д.        | 31.12.1966          | Справочник административно-территориального деления Ставропольского края,1966 |
| 233 | Обильный                                                   | хутор | Кочубеевский район        | 44° 26' С.Ш. 42° 19' В.Д.        | 20.06.1968          | Решение Ставропольского краевого совета №542 от 20.06.1968 |
| 234 | Озек-Суат 1-й                                              | село Азек-Суат Верхний Азек саут Верхний Озек-Суат Озек Суат Озек-Суат Озексуат 1-й                                                             | Нефтекумский район        | 44° 48' С.Ш. 45° 07' В.Д.        | 06.06.1969          | Решение Ставропольского крайводхоза №491 от 06.06.1969 |
| 235 | Озек-Суат 2-й                                              | село Нижний Азексаут Нижний Озек-Суат Озек Суат Озек-Суат Озексуат 2-й Озекъ-Суатъ                                                              | Нефтекумский район        | 44° 50' С.Ш. 45° 09' В.Д.        | 06.06.1969          | Решение Ставропольского краевого совета №491 от 06.06.1969 |
| 236 | Октябрьский                                                | хутор | Кочубеевский район        | 44° 41' С.Ш. 41° 29' В.Д.        | 08.04.1981          | Решение Ставропольского крайсовета №249 от 08.04.1981 |
| 237 | Орловский                                                  | хутор | Минераловодский район     | 44° 28' С.Ш. 42° 48' В.Д.        | 26.10.1977          | Решение Ставропольского крайсовета №932 от 26.10.1977 |
| 238 | Оскомин                                                    | населённый пункт | Ипатовский район          | 45° 41' С.Ш. 42° 43' В.Д.        | 31.12.1966          | Справочник административно-территориального деления Калмыцкой АССР,1966 |
| 239 | Ось-Богатырь                                               | хутор | Курский район             | 43° 52' С.Ш. 44° 47' В.Д.        | 21.09.1964          | Указ Президиума Верховного Совета РСФСР от 21.09.1964 |
| 240 | Отделение №2                                               | посёлок | Минераловодский район     | 44° 16' С.Ш. 42° 45' В.Д.        | 06.06.1963          | Решение Ставропольского краевого совета от 06.06.1963 |
| 241 | Отрезной                                                   | хутор | Курский район             | 44° 09' С.Ш. 44° 36' В.Д.        | 31.12.1966          | Справочник административно-территориального деления Ставропольского края,1966 |
| 242 | Отрезок                                                    | село | Советский район           | 44° 23' С.Ш. 43° 53' В.Д.        | 31.12.1966          | Справочник административно-территориального деления Ставропольского края,1966 |
| 243 | Павловский                                                 | хутор | Кочубеевский район        | 44° 44' С.Ш. 41° 34' В.Д.        | 20.06.1968          | Решение Ставропольского крайсовета №542 от 20.06.1968 |
| 244 | Пашенная Балка                                             | хутор Пашенный | Советский район           | 44° 36' С.Ш. 43° 40' В.Д.        | 31.12.1966          | Справочник административно-территориального деления Ставропольского края,1966 |
| 245 | Пеньков                                                    | хутор | Изобильненский район      | 45° 18' С.Ш. 42° 00' В.Д.        | 06.12.1971          | Решение Ставропольского крайсовета №978 от 06.12.1971 |
| 246 | Первое Мая                                                 | хутор | Красногвардейский район   | 45° 59' С.Ш. 41° 31' В.Д.        | 12.01.1977          | Решение Ставропольского крайсовета №28 от 12.01.1977 |
| 247 | Первое отделение совхоза Ессентукский                      | посёлок | Предгорный район          | 44° 00' С.Ш. 42° 46' В.Д.        | 31.12.1970          | Решение Ставропольского крайсовета №887 от 31.12.1970 |
| 248 | Первомайский                                               | хутор | Петровский район          | 45° 30' С.Ш. 42° 32' В.Д.        | 12.03.1986          | Решение Ставропольского краевого совета №138 от 12.03.1986 |
| 249 | Первомайский                                               | хутор | Кочубеевский район        | 44° 42' С.Ш. 41° 32' В.Д.        | 06.06.1969          | Решение Ставропольского краевого совета №491 от 06.06.1969 |
| 250 | Передовой                                                  | хутор | Ипатовский район          | 45° 58' С.Ш. 42° 17' В.Д.        | 25.08.1970          | Решение Ставропольского крайисполкома №647 от 25.08.1970 |
| 251 | Петриенко                                                  | хутор | Минераловодский район     | 44° 30' С.Ш. 42° 52' В.Д.        | 12.01.1977          | Решение Ставропольского крайсовета №28 от 12.01.1977 |
| 252 | Петровский                                                 | хутор | Кочубеевский район        | 44° 34' С.Ш. 42° 15' В.Д.        | 14.03.1967          | Ответ райисполкома от 14.03.1967; 27 сентября 1995 года восстановлен |
| 253 | Петровский                                                 | хутор | Изобильненский район      | 45° 33' С.Ш. 41° 38' В.Д.        | 06.12.1971          | Решение Ставропольского крайсовета №978 от 06.12.1971 |
| 254 | Петуховский                                                | хутор | Андроповский район        | 44° 39' С.Ш. 42° 21' В.Д.        | 30.03.1983          | Решение Ставропольского крайсовета №209 от 30.03.1983 |
| 255 | Пиев                                                       | хутор Пиевское | Курский район             | 49° 57' С.Ш. 44° 39' В.Д M-38-78 | 07.07.1964          | Решение Ставропольского крайсовета №462 от 07.07.1964 |
| 256 | Пирожков                                                   | населённый пункт | Петровский район          | 45° 07' С.Ш. 42° 46' В.Д.        | 31.12.1966          | Справочник административно-территориального деления Ставропольского края,1966 |
| 257 | Плавненский                                                | посёлок | Левокумский район         | 45° 06' С.Ш. 45° 28' В.Д.        | 22.11.1973          | Письмо Ставропольского краевого совета №08-12188 от 22.11.1973. |
| 258 | Плодопитомник                                              | посёлок Посёлок плодопитомника | Александровский район     | 44° 44' С.Ш. 42° 51' В.Д.        | 09.02.1972          | Указ Президиума Верховного Совета РСФСР от 09.02.1972 |
| 259 | Подгорный                                                  | хутор | Минераловодский район     | 44° 22' С.Ш. 42° 39' В.Д.        | 27.07.1970          | Решение Ставропольского краевого совета №542 от 27.07.1970 |
| 260 | Подгорный                                                  | посёлок Четвёртое отделение совхоза Петровский                                                                                                  | Петровский район          | 45° 34' С.Ш. 42° 38' В.Д.        | 30.03.1983          | Решение Ставропольского крайсовета №209 от 30.03.1983 |
| 261 | Подлесный                                                  | хутор | Ипатовский район          | 45° 49' С.Ш. 42° 14' В.Д.        | 25.11.1970          | Решение Ставропольского крайсовета №887 от 25.11.1970 |
| 262 | Подольский                                                 | хутор | Советский район           | 44° 12' С.Ш. 44° 35' В.Д.        | 05.01.1972          | Решение Ставропольского краевого совета №15 от05.01.1972 |
| 263 | Покровский                                                 | хутор | Минераловодский район     | 44° 23' С.Ш. 42° 53' В.Д.        | 24.05.1978          | Решение Ставропольского крайсовета №425 от 24.05.1978 |
| 264 | Покровский                                                 | хутор | Советский район           | 44° 22' С.Ш. 44° 06' В.Д.        | 31.12.1966          | Решение Ставропольского крайсовета №1107 от 31.12.1966 |
| 265 | Полтавский                                                 | хутор Полтава Полтавская | Андроповский район        | 44° 44' С.Ш. 42° 29' В.Д.        | 30.03.1983          | Решение Ставропольского краевого совета №209 от 30.03.1983 |
| 266 | Полтавский                                                 | хутор Полтавская | Курский район             | 44° 01' С.Ш. 44° 44' В.Д.        | 21.09.1964          | Решение Ставропольского крайсовета от 21.09.1964 |
| 267 | Попов                                                      | хутор Эрестов Эрестовский Эристов Эристовский                                                                                                   | Курский район             | 43° 48' С.Ш. 44° 26' В.Д.        | 31.12.1966          | Справочник административно-территориального деления Ставропольского края,1966 |
| 268 | Посёлок №3 (Быкогорка) почтового ящика №1 г.Лермонтовского | посёлок | Предгорный район          | 44° 11' С.Ш. 42° 57' В.Д.        | 31.12.1966          | Решение Ставропольского краевого совета №1107 от 31.12.1966 |
| 269 | Посёлок Опытно-мелиоративной станции                       | посёлок | Изобильненский район      | 45° 25' С.Ш. 41° 43' В.Д.        | 09.02.1972          | Указ Президиума Верховного Совета РСФСР от 09.02.1972 |
| 270 | Посёлок отделения №3 совхоза Изобильненский                | посёлок | Изобильненский район      | 45° 25' С.Ш. 41° 43' В.Д.        | 09.02.1972          | Указ Президиума Верховного Совета РСФСР от 09.02.1972 |
| 271 | Правобережное                                              | село Энгенгей | Степновский район         | 44° 06' С.Ш. 44° 23' В.Д.        | 06.10.1997          | Решение Ставропольского краевого совета №637 от 06.10.1997 |
| 272 | Правокумский                                               | хутор | Советский район           | 44° 23' С.Ш. 44° 06' В.Д.        | 13.09.1966          | Решение Ставропольского крайисполкома от 13.09.1966 |
| 273 | Преображенский                                             | хутор | Минераловодский район     | 44° 29' С.Ш. 43° 02' В.Д.        | 11.02.1976          | Решение Ставропольского краевого совета №151 от 11.02.1976 |
| 274 | Преображенский I                                           | хутор | Минераловодский район     | 44° 29' С.Ш. 43° 02' В.Д.        | 06.06.1969          | Решение Ставропольского краевого совета от 06.06.1969 |
| 275 | Преображенский II                                          | хутор | Минераловодский район     | 44° 29' С.Ш. 43° 02' В.Д.        | 06.06.1969          | Решение Ставропольского краевого совета от 06.06.1969 |
| 276 | Привольный                                                 | хутор | Степновский район         | 44° 23' С.Ш. 44° 21' В.Д.        | 08.04.1981          | Решение Ставропольского крайсовета №249 от 08.04.1981 |
| 277 | Привольный                                                 | хутор | Степновский район         | 44° 22' С.Ш. 44° 26' В.Д.        | 08.04.1981          | Решение Ставропольского краевого совета №249 от 08.04.1981 |
| 278 | Прилесный                                                  | хутор | Ипатовский район          | 45° 50' С.Ш. 42° 11' В.Д.        | 14.04.1969          | Решение Ставропольского краевого совета №328 от 14.04.1969 |
| 279 | Прилужный                                                  | хутор | Труновский район          | 45° 44' С.Ш. 41° 55' В.Д.        | 25.11.1971          | Решение Ставропольского крайсовета №944 от 25.11.1971 |
| 280 | Приозерский                                                | посёлок | Арзгирский район          | 45° 27' С.Ш. 44° 31' В.Д.        | 06.04.1971          | Решение Ставропольского краевого совета №256 от 06.04.1971 |
| 281 | Пролетарская Воля                                          | хутор | Петровский район          | 45° 01' С.Ш. 43° 08' В.Д.        | 29.10.1971          | Решение Ставропольского крайсовета №845 от 29.10.1971 |
| 282 | Пролетарский                                               | хутор | Кочубеевский район        | 44° 39' С.Ш. 41° 54' В.Д.        | 06.07.1977          | Решение Ставропольского крайсовета №563 от 06.07.1977 |
| 283 | Пруд                                                       | посёлок | Кировский район           | 43° 59' С.Ш. 43° 34' В.Д.        | 28.02.1991          | Решение Ставропольского крайсовета №25 от 28.02.1991 |
| 284 | Пряничников                                                | хутор | Советский район           | 44° 17' С.Ш. 44° 13' В.Д.        | 25.11.1970          | Решение Ставропольского крайсовета №887 от 25.11.1970 |
| 285 | Пятый Колодец                                              | хутор | Александровский район     | 44° 55' С.Ш. 43° 08' В.Д.        | 11.06.1973          | Решение Ставропольского крайсовета №480 от 11.06.1973 |
| 286 | Радковка                                                   | посёлок Радьковка | Советский район           | 44° 30' С.Ш. 44° 02' В.Д.        | 26.07.1972          | Решение Ставропольского краевого совета от 26.07.1972 |
| 287 | Развильный                                                 | хутор Развильное Развильные | Труновский район          | 45° 35' С.Ш. 42° 06' В.Д.        | 30.03.1983          | Решение Ставропольского краевого совета №209 от 30.03.1983 |
| 288 | Репьевая 2-я                                               | хутор | Александровский район     | 44° 37' С.Ш. 43° 13' В.Д.        | 11.06.1973          | Решение Ставропольского краевого совета №480 от 11.06.1973 |
| 289 | Родники                                                    | хутор Родники (нежил.) | Труновский район          | 45° 26' С.Ш. 41° 52' В.Д.        | 12.03.1983          | Решение Ставропольского краевого совета №138 от 12.03.1983 |
| 290 | Родниковский                                               | хутор Родниковский (Валабуев) | Предгорный район          | 43° 55' С.Ш. 43° 04' В.Д.        | 31.12.1966          | Справочник административно-территориального деления Ставропольского края,1966 |
| 291 | Рождественское                                             | село | Кочубеевский район        | 44° 38' С.Ш. 41° 55' В.Д.        | 08.10.1968          | Решение Ставропольского крайсовета №875 08.10.1968 |
| 292 | Ростовановка                                               | хутор Растовановка Ростовиновка | Курский район             | 43° 59' С.Ш. 44° 14' В.Д.        | 21.09.1964          | Указ Президиума Верховного Совета РСФСР от 21.09.1964 |
| 293 | Рот-Фронт (Новая Надежда)                                  | хутор Рот Фронт Ротфронт | Кочубеевский район        | 44° 44' С.Ш. 41° 37' В.Д.        | 31.12.1966          | Справочник административно-территориального деления Ставропольского края,1966 |
| 294 | Русский                                                    | посёлок | Туркменский район         | 45° 19' С.Ш. 43° 41' В.Д.        | 26.10.1977          | Решение Ставропольского краевого совета №932 от 26.10.1977 |
| 295 | Русский                                                    | хутор Русский Хутор | Нефтекумский район        | 44° 48' С.Ш. 45° 33' В.Д.        | 25.11.1971          | Решение Ставропольского краевого совета №944 от 25.11.1971 |
| 296 | Русский                                                    | хутор | Курский район             | 44° 21' С.Ш. 45° 21' В.Д.        | 31.12.1966          | Справочник административно-территориального деления Ставропольского края,1966 |
| 297 | Русский                                                    | хутор Русские | Шпаковский район          | 45° 10' С.Ш. 41° 52' В.Д.        | 31.12.1964          | Дежурная карта L-37.1964 |
| 298 | Русский 1-й                                                | хутор Русский | Курский район             | 43° 50' С.Ш. 44° 38' В.Д.        | 21.09.1964          | Решение Ставропольского крайсовета от 21.09.1964 |
| 299 | Русский 2-й                                                | хутор | Курский район             | 43° 49' С.Ш. 44° 34' В.Д.        | 21.09.1964          | Решение Ставропольского краевого совета от 21.09.1964 |
| 300 | Русский Мангит                                             | село Русский Монгит | Нефтекумский район        | 44° 31' С.Ш. 44° 40' В.Д.        | 31.12.1966          | Справочник административно-территориального деления Ставропольского края,1966 |
| 301 | Русско-Колонтаревские                                      | населённый пункт Русско-Колонтаревские Русско-Колонтаровская                                                                                    | Буденновский район        | 44° 35' С.Ш. 43° 55' В.Д.        | 31.12.1966          | Справочник административно-территориального деления Ставропольского края,1966 |
| 302 | Садовый                                                    | хутор | Благодарненский район     | 45° 11' С.Ш. 43° 21' В.Д.        | 30.03.1983          | Решение Ставропольского краевого совета №209 от 30.03.1983 |
| 303 | Садовый                                                    | населённый пункт | Буденновский район        | 44° 39' С.Ш. 44° 07' В.Д.        | 31.12.1966          | Справочник административно-территориального деления Ставропольского края,1966 |
| 304 | Сбитнев                                                    | хутор | Александровский район     | 44° 57' С.Ш. 43° 07' В.Д.        | 12.08.1970          | Решение Ставропольского краевого совета №611б от 12.08.1970 |
| 305 | Светлокумка                                                | хутор Отд. 1-го Краснознаменного конзавода (Светлокумка) Светлокумский                                                                          | Александровский район     | 44° 35' С.Ш. 43° 04' В.Д.        | 08.04.1981          | Решение Ставропольского краевого совета №249 от 08.04.1981 |
| 306 | Свобода                                                    | посёлок | Петровский район          | 45° 20' С.Ш. 42° 32' В.Д.        | 31.12.1971          | Решение Ставропольского краевого совета №845 от 31.12.1971 |
| 307 | Свобода                                                    | населённый пункт | Советский район           | 44° 23' С.Ш. 43° 41' В.Д.        | 31.12.1966          | Справочник административно-территориального деления Ставропольского края,1966 |
| 308 | Свободный                                                  | хутор | Благодарненский район     | 45° 15' С.Ш. 43° 43' В.Д.        | 28.03.1973          | Решение Ставропольского краевого совета №248 от 28.03.1973 |
| 309 | Свободный                                                  | хутор Свободная | Александровский район     | 44° 29' С.Ш. 43° 20' В.Д.        | 30.03.1983          | Решение Ставропольского краевого совета №209 от 30.03.1983 |
| 310 | Свободный                                                  | хутор | Красногвардейский район   | 45° 54' С.Ш. 41° 40' В.Д.        | 31.12.1971          | Решение Ставропольского краевого совета №944 от 31.12.1971 |
| 311 | Свободный Киркиль                                          | населённый пункт | Предгорный район          | 44° 09' С.Ш. 42° 46' В.Д.        | 31.12.1966          | Справочник административно-территориального деления Ставропольского края,1966 |
| 312 | Северный                                                   | хутор | Ипатовский район          | 45° 59' С.Ш. 42° 31' В.Д.        | 30.03.1983          | Решение Ставропольского краевого совета №209 от 30.03.1983 |
| 313 | Северный                                                   | посёлок Посёлок 1-го отделения свх. Темижбекский                                                                                                | Новоалександровский район | 45° 38' С.Ш. 40° 56' В.Д.        | 25.06.1980          | Решение Ставропольского краевого совета №546 от 25.06.1980 |
| 314 | Северо-Кавказский                                          | хутор | Степновский район         | 44° 23' С.Ш. 44° 30' В.Д.        | 30.03.1983          | Решение Ставропольского крайсовета №209 от 30.03.1983 |
| 315 | Сибаровский                                                | хутор | Кировский район           | 44° 02' С.Ш. 43° 50' В.Д.        | 26.10.1977          | Решение Ставропольского крайсовета №932 от 26.10.1977 |
| 316 | Сизов                                                      | хутор Сизов I;II | Кировский район           | 44° 09' С.Ш. 43° 53' В.Д.        | 25.11.1971          | Решение Ставропольского краевого совета №944 от 25.11.1971 |
| 317 | Синебугровское                                             | село Синебуговский Синебугровский | Арзгирский район          | 45° 17' С.Ш. 44° 34' В.Д.        | 05.11.1983          | Письмо Ставропольского краевого совета №449-с от 05.01.1983 |
| 318 |                                                            | населённый пункт | Новоселицкий район        | 44° 38' С.Ш. 43° 23' В.Д.        | 31.12.1966          | Справочник административно-территориального деления Ставропольского края,1966 |
| 319 | Скляровский                                                | хутор | Степновский район         | 44° 28' С.Ш. 44° 56' В.Д.        | 31.12.1966          | Справочник административно-территориального деления Ставропольского края,1966 |
| 320 | Славный                                                    | хутор | Минераловодский район     | 44° 25' С.Ш. 43° 11' В.Д.        | 24.05.1978          | Решение Ставропольского крайсовета №425 от 24.05.1978 |
| 321 | Сладкий                                                    | хутор | Советский район           | 44° 22' С.Ш. 44° 06' В.Д.        | 31.12.1966          | Решение Ставропольского крайсовета №1107 от 31.12.1966 |
| 322 | Сладкий                                                    | хутор | Андроповский район        | 44° 53' С.Ш. 42° 28' В.Д.        | 11.06.1973          | Решение Ставропольского крайсовета №480 от 11.06.1973 |
| 323 | Сладкорубленный                                            | хутор | Шпаковский район          | 45° 01' С.Ш. 41° 29' В.Д.        | 30.03.1983          | Решение Ставропольского краевого совета №209 от 30.03.1983 |
| 324 | Смирнов                                                    | населённый пункт | Степновский район         | 44° 12' С.Ш. 44° 39' В.Д.        | 31.12.1966          | Справочник административно-территориального деления Ставропольского края,1966 |
| 325 | Смирновский                                                | населённый пункт | Арзгирский район          | 45° 08' С.Ш. 44° 26' В.Д.        | 31.12.1966          | Справочник административно-территориального деления Ставропольского края,1966 |
| 326 | Советова Балка                                             | хутор | Петровский район          | 45° 32' С.Ш. 42° 54' В.Д.        | 31.12.1971          | Решение Ставропольского краевого совета №845 от 31.12.1971 |
| 327 | Советский                                                  | хутор | Кочубеевский район        | 44° 34' С.Ш. 42° 29' В.Д.        | 20.06.1968          | Решение Ставропольского крайсовета №542 от 20.06.1968 |
| 328 | Советский                                                  | хутор | Курский район             |                                  | 26.05.2023          | Постановление Правительства Ставропольского края от 26.05.2023 № 328-п |
| 329 | Советский Пахарь                                           | хутор Совпахарь | Курский район             | 44° 05' С.Ш. 44° 16' В.Д.        | 12.03.1986          | Решение Ставропольского краевого совета №132 от 12.03.1986 |
| 330 | Соколов                                                    | хутор | Курский район             | 43° 49' С.Ш. 44° 24' В.Д.        | 21.09.1964          | Указ Президиума Верховного Совета РСФСР от 21.09.1964 |
| 331 | Солёный                                                    | хутор | Александровский район     | 44° 54' С.Ш. 42° 51' В.Д.        | 12.08.1970          | Решение Ставропольского краевого совета №611б от 12.08.1970 |
| 332 | Софиевка                                                   | хутор | Изобильненский район      | 45° 22' С.Ш. 42° 22' В.Д.        | 05.01.1972          | Решение Ставропольского краевого совета №3 от 05.01.1972 |
| 333 | Средне-Степной                                             | хутор | Курский район             | 43° 56' С.Ш. 44° 22' В.Д.        | 31.12.1954          | Дежурная карта К-38-5.1954 |
| 334 | Среднеколонский                                            | населённый пункт Средне-Колонский Средний Колонский Средняя колонка                                                                             | Кочубеевский район        | 44° 41' С.Ш. 42° 21' В.Д.        | 14.03.1967          | Ответ Кочубеевского райисполкома от 14.03.1967 |
| 335 | Староизраиль                                               | хутор Старо-Израильский Старо-Израйлевский Староизраильский Старый Израиль                                                                      | Нефтекумский район        | 44° 24' С.Ш. 44° 35' В.Д.        | 08.07.1974          | Решение Ставропольского краевого совета №507 от 08.07.1974 |
| 336 | Старомарьинский                                            | посёлок Старо-Марьинский Старомарьинский (совхоз Комсомолец)                                                                                    | Георгиевский район        | 44° 02' С.Ш. 43° 35' В.Д.        | 17.02.1967          | Ответ Георгиевского райисполкома от 17.02.1967 |
| 337 | Сухая Кума                                                 | населённый пункт | Нефтекумский район        | 44° 39' С.Ш. 45° 20' В.Д.        | 31.12.1975          | Справочник административно-территориального деления Ставропольского края,1975 |
| 338 | Сухая Падина                                               | село Сухая-Падина | Степновский район         | 44° 11' С.Ш. 44° 16' В.Д.        | 24.05.1978          | Решение Ставропольского краевого совета №425 от 24.05.1978 |
| 339 | Сычев                                                      | хутор Сычева | Кочубеевский район        | 44° 17' С.Ш. 42° 24' В.Д.        | 31.12.1966          | Справочник административно-территориального деления Ставропольского края,1966 |
| 340 | Таукуген                                                   | аул | Нефтекумский район        | 44° 28' С.Ш. 44° 47' В.Д.        | 26.10.1977          | Решение Ставропольского крайсовета №932 от 26.10.1977 |
| 341 | Теплореченский                                             | хутор Теплая Речка | Георгиевский район        | 44° 09' С.Ш. 43° 33' В.Д.        | 08.07.1974          | Решение Ставропольского крайсовета №507 от 08.07.1974 |
| 342 | Терновский                                                 | хутор 2-й Терновский (Терновский 2-й) 2-й Терновый Вторая Терновая Терновский 2-й Терновый 2-й                                                  | Кочубеевский район        | 44° 43' С.Ш. 42° 38' В.Д.        | 11.06.1969          | Решение Ставропольского краевого совета №510 от 11.06.1969 |
| 343 | Теряевский                                                 | хутор | Петровский район          | 45° 14' С.Ш. 42° 38' В.Д.        | 23.08.1990          | Решение Ставропольского крайсовета №55а от 23.08.1990 |
| 344 | Тимофеевский                                               | хутор | Новоалександровский район | 45° 27' С.Ш. 41° 10' В.Д.        | 30.03.1983          | Решение Ставропольского краевого совета №209 от 30.03.1983 |
| 345 | Томузловское                                               | село Тамузловское | Александровский район     | 44° 44' С.Ш. 42° 55' В.Д.        | 12.08.1970          | Решение Ставропольского краевого совета №611-а от 12.08.1970 |
| 346 | Троицкий                                                   | хутор | Советский район           | 44° 02' С.Ш. 44° 45' В.Д.        | 08.07.1974          | Решение Ставропольского краевого совета №507 от 08.07.1974 |
| 347 | Троицкий                                                   | хутор | Советский район           | 44° 21' С.Ш. 44° 09' В.Д.        | 08.07.1974          | Решение Ставропольского крайсовета №507 от 08.07.1974 |
| 348 | Троицкий                                                   | хутор | Курский район             | 44° 02' С.Ш. 44° 46' В.Д.        | 21.09.1964          | Указ Президиума Верховного Совета РСФСР от 21.09.1964 |
| 349 | Туманский                                                  | посёлок | Минераловодский район     | 44° 12' С.Ш. 42° 48' В.Д.        | 28.02.1991          | Решение Ставропольского краевого совета №25 от 28.02.1991 |
| 350 | Туркмен-Аул                                                | аул Туркмен-Аульский Туркменский | Нефтекумский район        | 44° 23' С.Ш. 45° 15' В.Д.        | 31.12.1956          | Дежурная карта L-38-127.1956 |
| 351 | Угольные                                                   | хутор Угольный | Грачевский район          | 45° 02' С.Ш. 42° 48' В.Д.        | 08.07.1974          | Решение Ставропольского краевого совета №507 от 08.07.1974 |
| 352 | Ульяновский                                                | посёлок | Ипатовский район          | 45° 46' С.Ш. 42° 27' В.Д.        | 11.02.1987          | Решение Ставропольского крайсовета №84 от 11.02.1987 |
| 353 | Усилие                                                     | хутор Тельман Тельман (Усилие) | Александровский район     | 44° 37' С.Ш. 43° 25' В.Д.        | 06.06.1969          | Решение Ставропольского краевого совета №491 от 06.06.1969 |
| 354 | Успенский                                                  | хутор | Петровский район          | 45° 27' С.Ш. 42° 49' В.Д.        | 30.03.1983          | Решение Ставропольского краевого совета №209 от 30.03.1983 |
| 355 | Утренняя Заря                                              | хутор | Минераловодский район     | 44° 30' С.Ш. 43° 09' В.Д.        | 30.03.1983          | Решение Ставропольского краевого совета №209 от 30.03.1983 |
| 356 | Ферма колхоза Гвардеец                                     | отдельный двор Гигант Отделение колхоза Гигант животноводческая ферма колхоза им.Ворошилова ферма колхоза им.Книга                              | Апанасенковский район     | 45° 51' С.Ш. 43° 59' В.Д.        | 31.12.1963          | Дежурная карта L-38-76.1963 |
| 357 | Харитоновский                                              | хутор Айгурский Центральная усадьба совхоза №20 Айгурский                                                                                       | Апанасенковский район     | 45° 41' С.Ш. 43° 20' В.Д.        | 17.02.1967          | Ответ Апанасенковского райисполкома от 17.02.1967 |
| 358 | Хорошие Колодцы                                            | хутор Хорошие колодцы | Красногвардейский район   | 45° 41' С.Ш. 41° 33' В.Д.        | 08.07.1974          | Решение Ставропольского крайсовета №507 от 08.07.1974 |
| 359 | Хромешкин                                                  | хутор Храмешкин | Благодарненский район     | 45° 05' С.Ш. 43° 12' В.Д.        | 05.11.1983          | Письмо Ставропольского крайсовета №449-С от 05.11.1983 |
| 360 | Чавыкин                                                    | хутор | Красногвардейский район   | 45° 47' С.Ш. 41° 27' В.Д.        | 12.01.1977          | Решение Ставропольского краевого совета №28 от 12.01.1977 |
| 361 | Чапаев                                                     | хутор Наико Найко Чапаев (Найко) | Степновский район         | 44° 14' С.Ш. 44° 47' В.Д.        | 24.05.1978          | Решение Ставропольского краевого совета №425 от 24.05.1978 |
| 362 | Чапаевский                                                 | хутор | Арзгирский район          | 45° 18' С.Ш. 44° 43' В.Д.        | 08.02.1967          | Ответ Арзгирского райисполкома от 08.02.1967 |
| 363 | Червонный                                                  | хутор Красно-Червонный | Новоалександровский район | 45° 27' С.Ш. 41° 09' В.Д.        | 31.12.1966          | Справочник административно-территориального деления Ставропольского края,1966 |
| 364 | Чечерский                                                  | хутор | Грачевский район          | 44° 55' С.Ш. 42° 34' В.Д.        | 30.03.1983          | Решение Ставропольского краевого совета №209 от 30.03.1983 |
| 365 | Чистые Родники                                             | посёлок посёлок подсобного хозяйства свх. Ленинский                                                                                             | Новоселицкий район        | 44° 53' С.Ш. 43° 29' В.Д.        | 12.03.1986          | Решение Ставропольского крайсовета №138 от 12.03.1986 |
| 366 | Шавкутовский                                               | хутор Шавкутино | Петровский район          | 45° 31' С.Ш. 42° 49' В.Д.        | 30.03.1983          | Решение Ставропольского краевого совета №209 от 30.03.1983 |
| 367 | Шана-Худук                                                 | населённый пункт Шонунхудук | Левокумский район         | 45° 03' С.Ш. 45° 11' В.Д.        | 31.12.1966          | Справочник административно-территориального деления Ставропольского края,1966 |
| 368 | Шерпутовский                                               | населённый пункт | Курский район             | 43° 53' С.Ш. 45° 21' В.Д.        | 31.12.1959          | Материалы переписи населения, 1959 |
| 369 | Шерстобитов                                                | населённый пункт | Курский район             | 43° 56' С.Ш. 45° 01' В.Д.        | 26.05.1961          | Ответ Курского райисполкома от 26.05.1961 |
| 370 | Шеховцов                                                   | хутор | Изобильненский район      | 45° 21' С.Ш. 41° 58' В.Д.        | 06.12.1971          | Решение Ставропольского крайсовета №978 от 06.12.1971 |
| 371 | Школьный                                                   | хутор | Изобильненский район      | 45° 04' С.Ш. 41° 24' В.Д.        | 24.08.1977          | Решение Ставропольского краевого совета №742 от 24.08.1977 |
| 372 | Эдисан-Гора                                                | населённый пункт Эдисон-гора | Туркменский район         | 45° 29' С.Ш. 43° 25' В.Д.        | 31.12.1951          | Справочник административно-территориального деления РСФСР,1951 |
| 373 | Эмброс                                                     | хутор | Минераловодский район     | 44° 21' С.Ш. 42° 57' В.Д.        | 25.06.1980          | Решение Ставропольского крайисполкома №546 от 25.06.1980 |
| 374 | Энергетик                                                  | посёлок | Город Пятигорск           | 44° 05' С.Ш. 43° 06' В.Д.        | 10.03.1962          | Решение Ставропольского крайсовета №810 от 10.03.1962; в 21 веке - садоводческое товарищество "Энергия" |
| 375 | Эристов                                                    | хутор | Курский район             | 43° 49' С.Ш. 44° 26' В.Д.        | 21.09.1964          | Указ Президиума Верховного Совета РСФСР от 21.09.1964 |
| 376 | Южная Осетия                                               | населённый пункт | Новоселицкий район        | 44° 34' С.Ш. 43° 21' В.Д.        | 31.12.1966          | Справочник административно-территориального деления Ставропольского края,1966 |
| 377 | Яман-Джалга                                                | хутор Ямал Джалга | Кочубеевский район        | 44° 22' С.Ш. 42° 01' В.Д.        | 06.12.1971          | Решение Ставропольского крайсовета №978 от 06.12.1971 |